# Vitrinella bicaudata
Vitrinella bicaudata är en snäckart som beskrevs av Henry Augustus Pilsbry och McGinty 1946. Vitrinella bicaudata ingår i släktet Vitrinella och familjen Vitrinellidae. Inga underarter finns listade i Catalogue of Life.